# Phymaturus ceii
Espèce
Statut de conservation UICN

 LC  : Préoccupation mineure
Phymaturus ceii est une espèce de sauriens de la famille des Liolaemidae.

## Répartition et habitat
Cette espèce est endémique de la province de Río Negro en Argentine. Elle vit dans les steppes où la végétation est majoritairement composée de buissons et de touffes d'herbes.

## Description
C'est un saurien vivipare.

## Étymologie
Cette espèce est nommée en l'honneur de José Miguel Alfredo María Cei.

## Publication originale
- Scolaro & Ibargüengoytía, 2008 : A new species of Phymaturus from rocky outcrops in the central steppe of Rio Negro province, Patagonia Argentina (Reptilia: Iguania: Liolaemidae). Zootaxa, no 1524, p. 47–55 (texte intégral).